# Cythereis polygonata
Cythereis polygonata is een mosselkreeftjessoort uit de familie van de Cytheridae. De wetenschappelijke naam van de soort is voor het eerst geldig gepubliceerd in 1942 door Rome.